# Love Me Tomorrow
Love Me Tomorow is een nummer van de Amerikaanse rockband Chicago uit 1983. Het is de tweede single van hun 13e studioalbum Chicago 16.
In "Love Me Tomorrow" bezingt de ik-figuur hoe erg zijn geliefde hem nodig heeft. Het nummer leverde Chicago vooral een hit op in Noord-Amerika. Zo bereikte het de 22e positie in de Amerikaanse Billboard Hot 100. In Europa was Duitsland het enige land waar de plaat een bescheiden succes werd.